# Tapinopterus creticus
Tapinopterus creticus is een keversoort uit de familie van de loopkevers (Carabidae). De wetenschappelijke naam van de soort is voor het eerst geldig gepubliceerd in 1845 door I.Frivaldszky Von Frivald.